# Comuna Velîki Mațevîci, Starokosteantîniv
Velîki Mațevîci (în ucraineană Великі Мацевичі) este o comună în raionul Starokosteantîniv, regiunea Hmelnîțkîi, Ucraina, formată din satele Krucea, Mali Mațevîci, Raștivka și Velîki Mațevîci (reședința).

## Demografie
Componența lingvistică a comunei Velîki Mațevîci
     Ucraineană (98,9%)
     Rusă (1,01%)
     Alte limbi (0,08%)
Conform recensământului din 2001, majoritatea populației comunei Velîki Mațevîci era vorbitoare de ucraineană (98,9%), existând în minoritate și vorbitori de rusă (1,01%).